# Valle di Canneviè e di Porticino

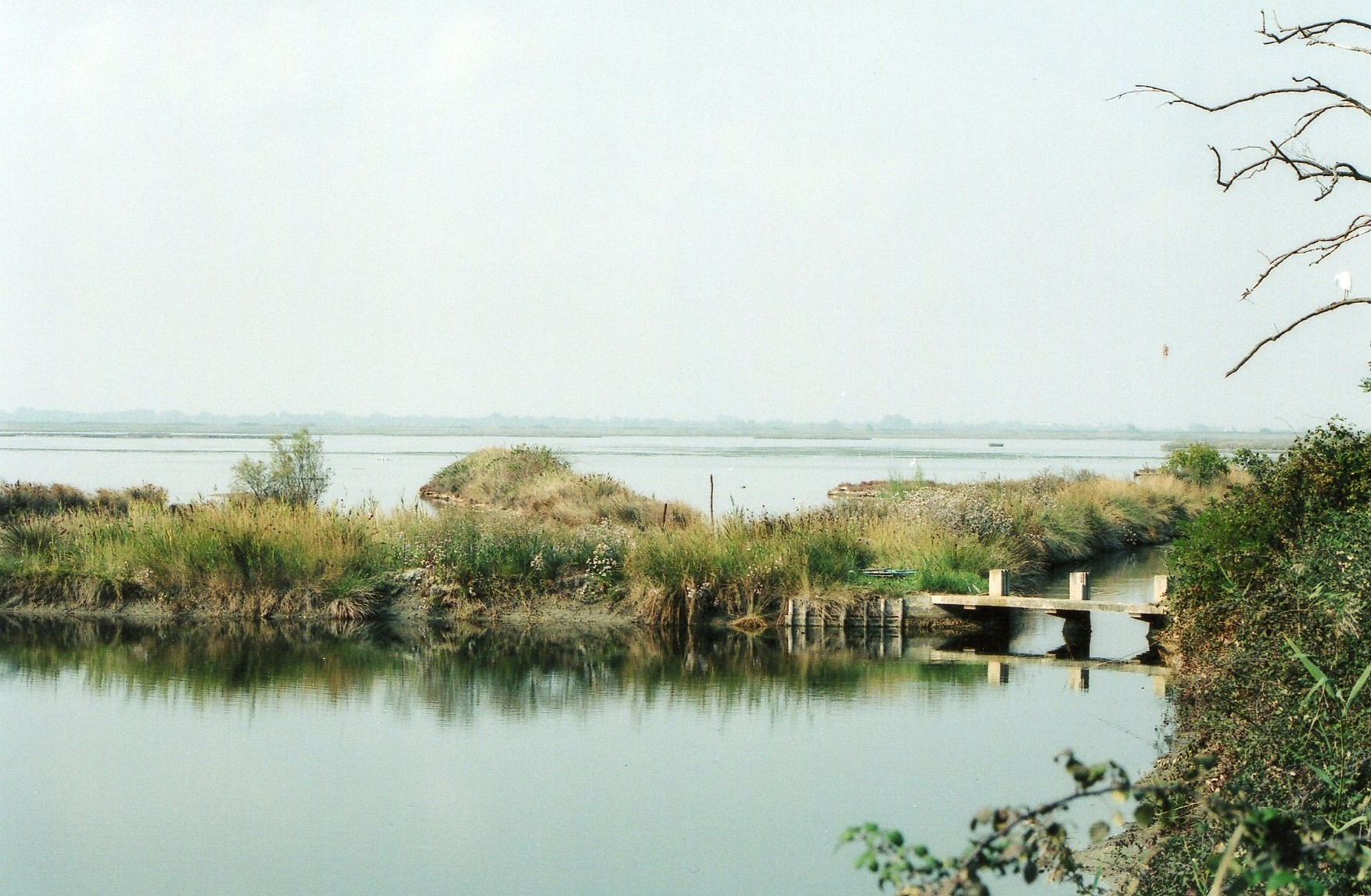
La Valle Canneviè

La Valle di Canneviè e di Porticino o valle Canneviè-Porticino è una zona umida di circa 67 ettari nel Parco del Delta del Po in gestione al comune di Codigoro e alla Provincia di Ferrara.
L'Oasi Canneviè-Porticino, che ne occupa solo una parte, è un'oasi faunistica. L'accesso all'oasi è sulla Strada Provinciale 54.
Fa parte della zona di protezione speciale (ZPS IT4060004) e sito di interesse comunitario (SIC IT4060004) di 2570 denominata Valle Bertuzzi, Valle Porticino-Canneviè.

## Fauna
Di particolare interesse l'avifauna. Il germano reale e la folaga sono nidificanti, mentre d'estate sono presenti il cavaliere d'Italia, il fraticello e il gabbiano roseo. In autunno arrivano i limicoli. Svernano qui l'alzavola, la canapiglia, il fischione, il mestolone, la moretta, il moriglione e il quattrocchi. 
Presenti invece tutto l'anno l'airone bianco maggiore, l'airone cenerino, l'avocetta e il gabbiano comune.

## Flora

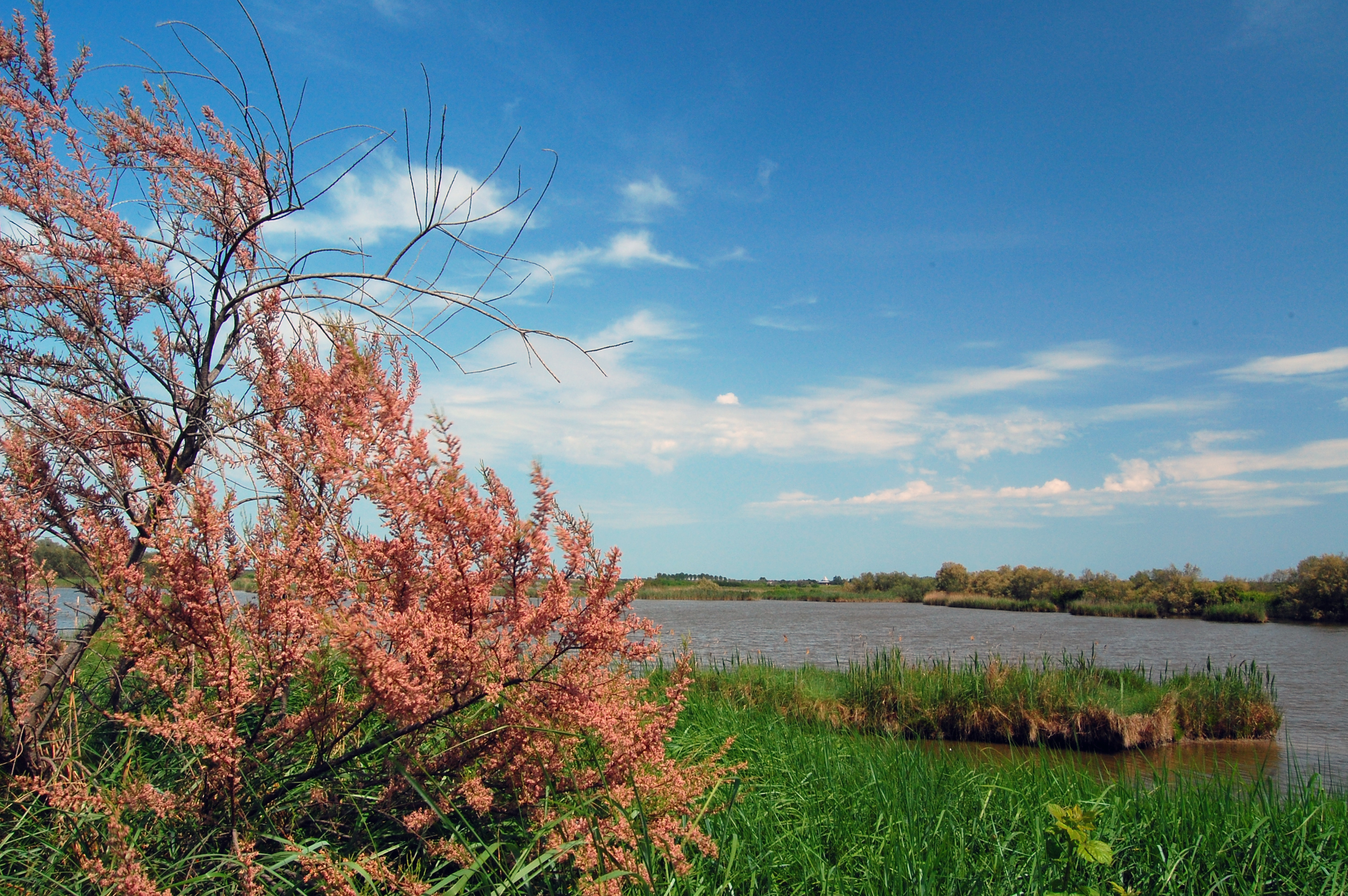
Una tamerice nell'oasi
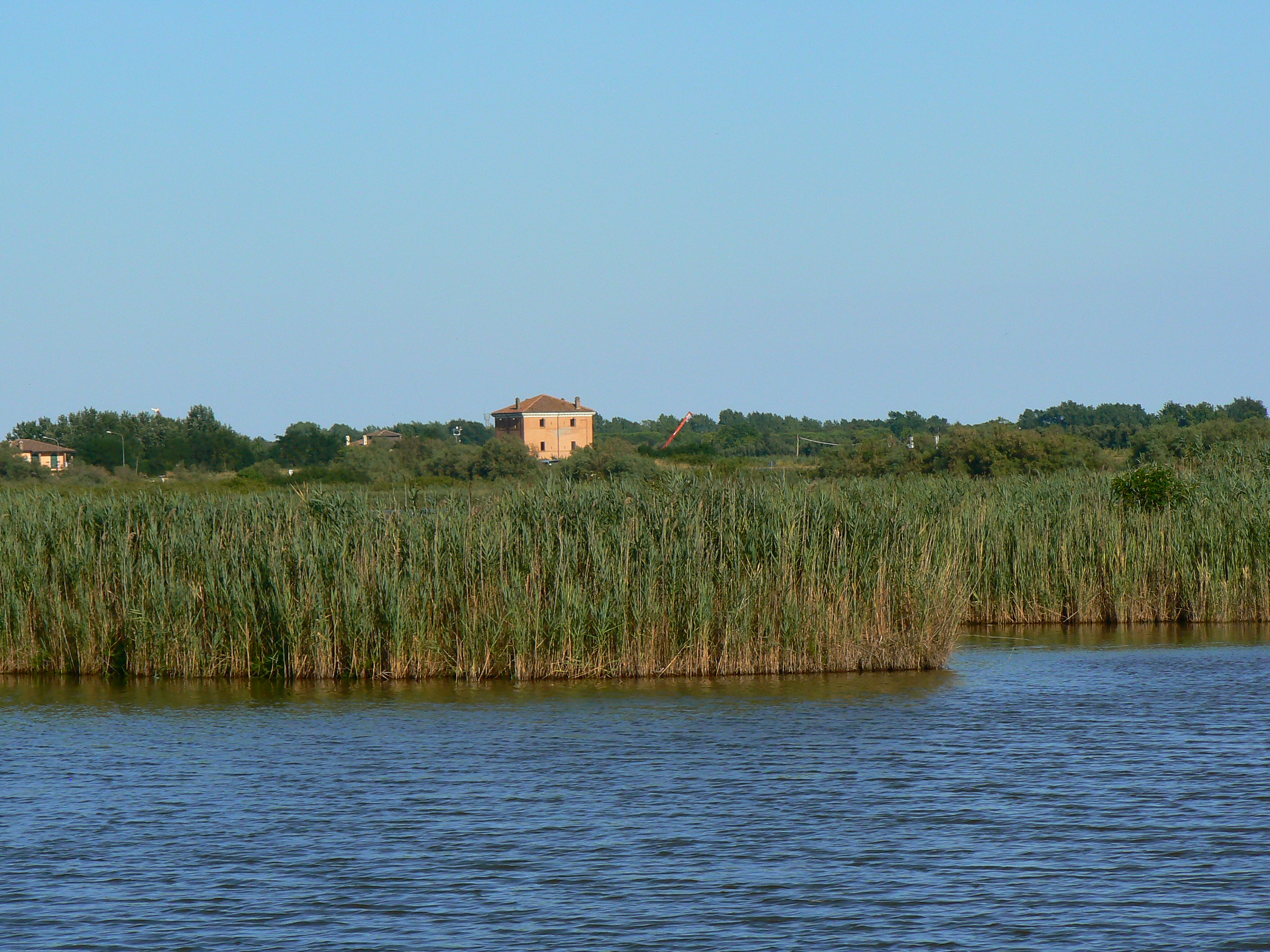
La Torre della Finanza vista dall'oasi
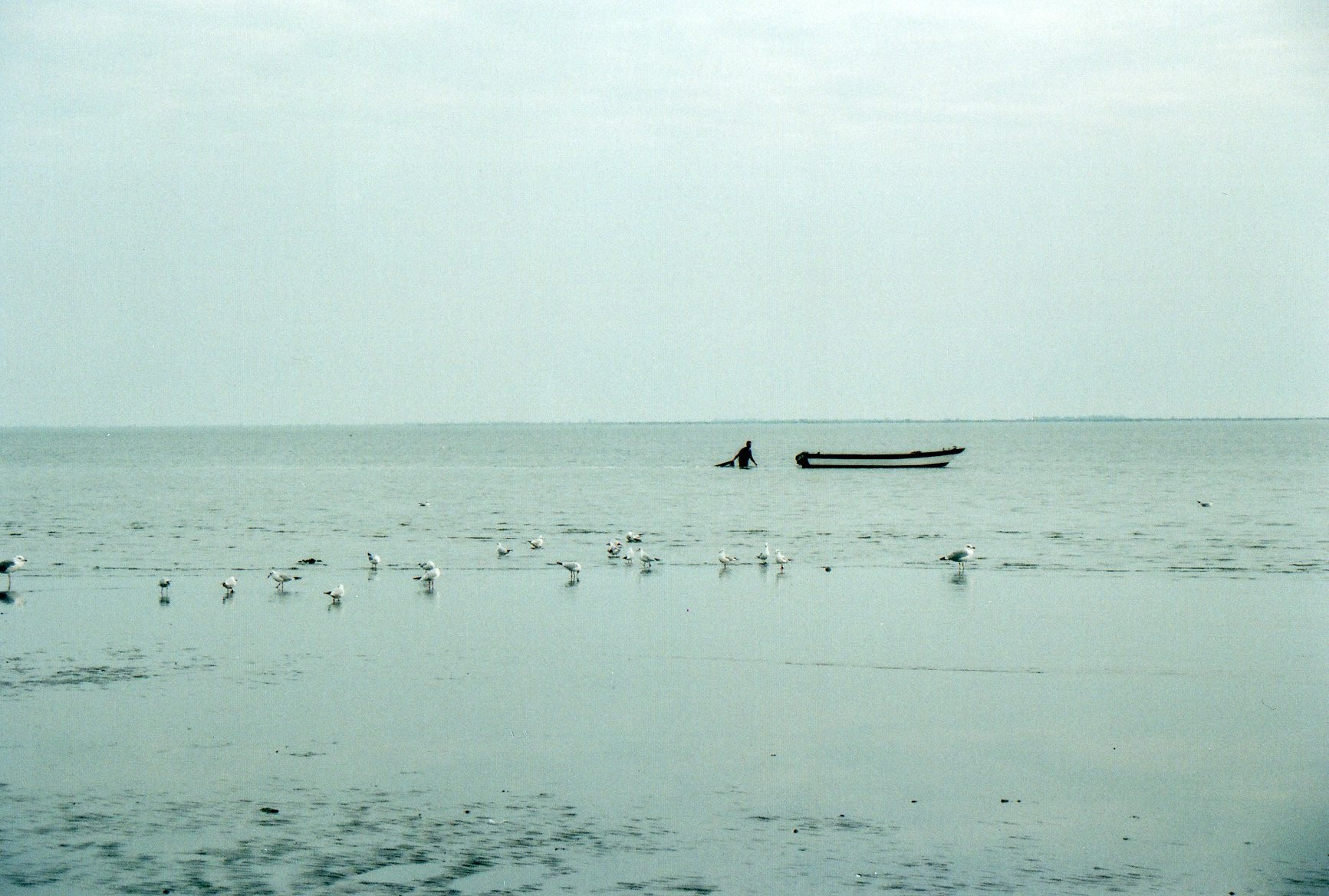
L'avifauna
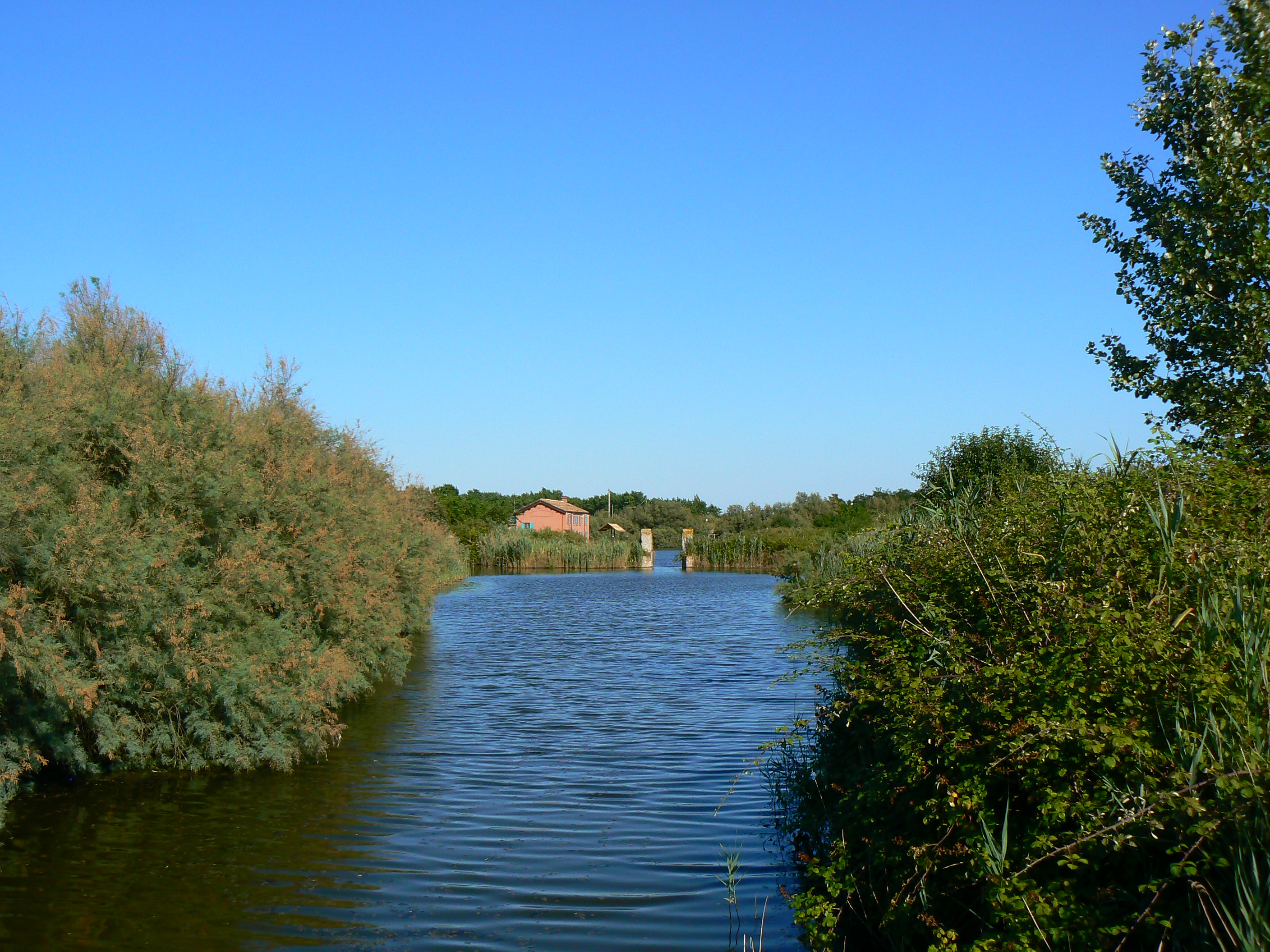
in località Porticino